# Svatomírov
Svatomírov (německy Zwarmetschlag) je zaniklá ves a katastrální území (kód 789003) na území města Vyšší Brod v okrese Český Krumlov.

## Historie
První písemná zmínka o této vesnici pochází z roku 1379, kdy ves byla uvedena pod názvem villa Swathmirslag.  Svatomírov patřil pod farnost Horní Dvořiště.
- V roce 1910 zde stálo 14 domů a žilo zde 102 obyvatel[5]
- V roce 1921 byl Svatomírov osadou obce Dolní Drkolná, stálo zde 13 domů a žilo zde 93 obyvatel, z toho 6 Čechů a 83 Němců.[6]
- V roce 1930 zde stálo 14 domů a žilo zde 102 obyvatel.[2]
- V letech 1938 až 1945 byla obec Dolní Drkolná, včetně  Svatomírova, v důsledku uzavření Mnichovské dohody přičleněna k nacistickému Německu. Po 2. světové válce Svatomírov zanikl.

### Původ názvu
Jméno vsi je odvozeno od osobního jména Svatomír. Německé jméno se vyvinulo z původního názvu Swathmirslag, který znamenal Svatomírova paseka.